# بريسيليو
بريسيليو وهو جنس منقرض من فصيلة الأسود الجرابية، تم إعادة تعيين نوع النوع ، Priscileo pitikantensis ، إلى جنس واكاليو
تم إعادة تقييم جنس بريسيليو في دراسة وصفت نوعًا جديدًا من واكاليو ، والتي حددت أوجه التشابه المورفولوجية ونشرت علاجًا لهذا الجنس باعتباره مرادفًا جديدًا وتأسيس فرع حيوي أحادي اللون.
بقيت الأنواع Priscileo roskellyae  معترف بها في مراجعة عام 2017 الذي خصص أنواع إلى واكاليو ، لكنه لاحظ أن قلة الأدلة قد تكون قابلة للتعيين أيضًا للقيود المنقحة على واكاليو.